# Rural Valley, Pennsylvania
Rural Valley là một thị trấn thuộc quận Armstrong, tiểu bang Pennsylvania, Hoa Kỳ. Năm 2010, dân số của thị trấn này là 876 người.